# Kræft
 "Cancer" omdirigeres hertil. For andre betydninger af Cancer, se Cancer (flertydig).
Kræft, cancer, (malign tumor eller malign neoplasi) er en gruppe af sygdomme, der involverer abnorm cellevækst, som potentielt kan gennemtrænge eller sprede sig til andre dele af kroppen. Ikke alle tumorer kan betegnes som kræft; benigne tumorer spreder sig ikke til andre dele af kroppen. Mulige tegn på kræft inkluderer en ny knude, unormal blødning, langvarig hoste, uforklarligt vægttab, ændringer i afføringen eller andet. Disse symptomer kan indikere kræft, men de kan også have andre årsager. Der er over 100 forskellige kendte kræftformer, der kan ramme mennesker.
Kræft spreder sig ved at vokse i størrelse og ved udsæd (metastaser).
En ondartet svulst (malign tumor) opstår ved at cellerne er muterede og har mistet en række af deres normale egenskaber. Cellen kontrolleres ikke længere af de normale mekanismer. Cellen bliver mere udifferentieret, det vil sige at den mister sit formål og sin funktion, og væksten hæmmes ikke af de normale faktorer.
De almindelige mekanismer, der kan uskadeliggøre cellen er også uvirksomme, jvf immunsystemet og apoptose. Disse kaotiske celler kan så sprede sig direkte, via blodet eller lymfesystemet og skabe cellekolonier (metastaser) andre steder i kroppen.
Årsagerne til kræft er mutationer i cellerne. Sådanne mutationer kan være medfødte, hvilket betyder at kræft delvis er arveligt. Andre mutationer kan opstå som følge af stråling eller livsstil, ligesom antallet af mutationer stiger med alderen, se oncogener. Andre kræftformer skyldes virus som Epstein-Barr virus og papillomavirus.

## Behandling
Kræft behandles i dag primært gennem kirurgi, strålebehandling og kemoterapi. Den valgte behandlingsform afhænger af, hvilken kræfttype der skal behandles. Ofte kombineres behandlingsmetoderne. Proteinet topoisomerase er mål for flere forskellige slags cytostatika bl.a. etoposide og doxorubicin.
Et studie i alternativ behandling med et stof udvundet af cannabis, der lader til at kunne hindre spredningen af cancerceller i brystkræft.
Ved strålebehandling og kemoterapi er der desværre ulemper, ikke kun kræftceller bliver dræbt men også normale celler. Som fx hårceller og hudceller så man kan risikere at miste håret og huden.

## Hyppighed
OBS. TABELLEN VISER GAMLE TAL, se de aktuelle nye tal her https://www.cancer.dk/hjaelp-viden/fakta-om-kraeft/kraeft-i-tal/de-hyppigste-kraeftformer/
| Mænd                    |                    |
| Type                    | Nye tilfælde pr år |
| Hudkræft                | 3067               |
| Lungekræft              | 2068               |
| Prostatakræft           | 1997               |
| Tyk- og endetarmskræft  | 1873               |
| Urinblærekræft          | 1168               |
| Modermærkekræft         | 441                |
| Kræft i Nervesystemet   | 430                |
| Nyrekræft               | 423                |
| Leukæmi                 | 413                |
| Lymfeknude, Non-hodgkin | 382                |
| Øvrige                  | 3359               |

| Kvinder                |                    |
| Type                   | Nye tilfælde pr år |
| Brystkræft             | 4006               |
| Hudkræft               | 3250               |
| Tyk- og endetarmskræft | 1753               |
| Lungekræft             | 1585               |
| Livmoderkræft          | 663                |
| Æggestokkræft          | 610                |
| Modermærkekræft        | 585                |
| Kræft i nervesystemet  | 530                |
| Urinblære              | 430                |
| Kræft i bugspytkirtlen | 424                |
| Øvrige                 | 3345               |